# Cong (giada)

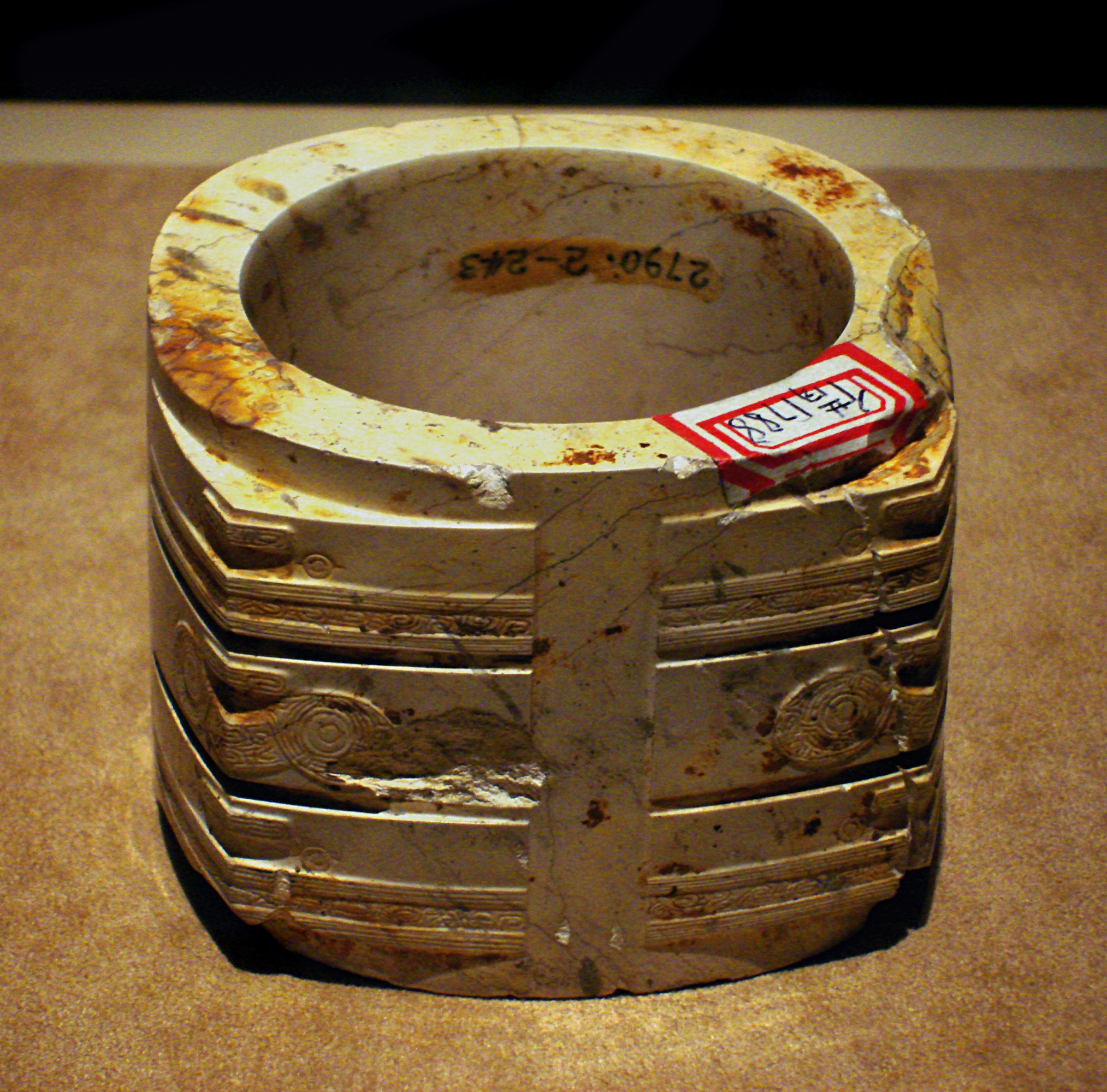
Un cong della cultura di Liangzhu.

Il cong (cinese: 琮; pinyin: cóng; Wade-Giles: ts'ung) è un manufatto di giada dell'antica Cina. I primi esemplari di cong furono prodotti dalla cultura di Liangzhu tra il 3400 ed il 2250 a.C.; gli ultimi, invece, risalgono principalmente alle dinastie Shang e Zhou.
Il cong era un manufatto di giada a sezione circolare all'interno e a sezione quadrata all'esterno. La superficie esterna veniva divisa verticalmente oppure orizzontalmente in modo tale da definire un cilindro vuoto incassato in un blocco rettangolare parziale. Le proporzioni variavano, pertanto un cong poteva avere una lunghezza più grande o più piccola rispetto alla larghezza. Spesso veniva decorato con volti simili a maschere, che potrebbero essere collegati con i disegni taotie trovati su oggetti bronzei posteriori ai cong.
Sebbene vengano generalmente considerati come oggetti usati in riti religiosi, la funzione ed il significato originari del cong sono sconosciute. Alcuni documenti affermano che il cong simboleggi la terra, mentre il bi rappresenta il cielo.